# Василије Лазић
Василије Лазић (село Сусек, 1798 — Београд 1876) био је српски књижевник и правник. Био је професор учитељске школе у Сомбору, као и један од три највећа противника Вукове језичке реформе.

## Образовање и каријера
Василије је рођен на Нову годину 1798. године у Сусеку у Срему од оца Ђорђа и мајке Василије. Основну школу завршио је у Сусеку, а Гимназију и Богословију у Сремским Карловцима. Како му је отац био свештеник очекивао је да наследи оца у свештеничком позиву, али је ипак променио своју одлуку и отишао у Пешту да студира право. У Пешти је завршио право и 1823. положио адвокатски испит. После тога радио је као адвокат, био је правни заступник фрушкогорских манастира, а као професор предавао је у учитељској школи у Сомбору где је и живео. Митрополит Петар Јовановић га је два пута позивао да пређе у Србију, али позиву се одазвао тек када је дошао у сукоб са неким члановима сомборске управе. У Београду је једно време био секретар у Државном савету, а онда је постао секретар београдске конзисторије и на том положају је остао до смрти. Поред тога цензурисао је књиге и новине. 
Српско питање у Угарској заступао је Василије Лазић 1848. године у београдским Српским новинама. Касније је све те чланке и дописе посебно штампао у књизи Деспотство српско, слобода српска.
Био је редовни је члан Друштва српске словесности од 1844, а почасни члан Српског ученог друштва од 1864.

## ПротивникВукове реформе
Вук Караџић је имао три велика противника у својој намери да реформише српски језик, то су били Јован Хаџић (Милош Светић), Јован Стејић и сам Василије Лазић. Међутим, једна од главних разлика између њих тројице било је то што су Василије и Вук приватно били пријатељи и Василије је увек лепо и са поштовањем говорио о Вуку. Њих двојица су често као пријатељи расправљали о језичним питањима у Лазићевој кући.
Василије је једном приликом рекао о Вуку: Уграби Вук омладину и са њом победи. Нека му је са срећом!
Писао је у неколико листова чланке против Вуковог превода Новог завета. Ђура Даничић му је 1848. два пута одговорио својим чланцима. У Српским новинама писао је 1848. и дописе о Војводини Српској и другим српским националним питањима.